# Атлантик-Біч (Нью-Йорк)
Атлантик-Біч (англ. Atlantic Beach) — селище (англ. village) в США, в окрузі Нассау штату Нью-Йорк. Населення — 1707 осіб (2020).

## Географія
Атлантик-Біч розташований за координатами 40°35′17″ пн. ш. 73°43′46″ зх. д. / 40.58806° пн. ш. 73.72944° зх. д. (40.588013, -73.729360).  За даними Бюро перепису населення США в 2010 році селище мало площу 2,69 км², з яких 1,14 км² — суходіл та 1,56 км² — водойми.

## Демографія
Згідно з переписом 2010 року, у селищі мешкала 1891 особа в 857 домогосподарствах у складі 523 родин. Густота населення становила 702 особи/км².  Було 1091 помешкання (405/км²).
Расовий склад населення:
| - 96,6 % — білих - 1,0 % — азіатів - 0,6 % — чорних або афроамериканців - 1,1 % — осіб інших рас |

До двох чи більше рас належало 0,7 %. Частка іспаномовних становила 3,9 % від усіх жителів.
За віковим діапазоном населення розподілялося таким чином: 17,9 % — особи молодші 18 років, 52,7 % — особи у віці 18—64 років, 29,4 % — особи у віці 65 років та старші. Медіана віку мешканця становила 53,5 року. На 100 осіб жіночої статі у селищі припадало 91,0 чоловіків;  на 100 жінок у віці від 18 років та старших — 87,6 чоловіків також старших 18 років.
Середній дохід на одне домашнє господарство  становив 190 762 долари США (медіана — 110 714), а середній дохід на одну сім'ю — 209 809 доларів (медіана — 130 417). Медіана доходів становила 102 500 доларів для чоловіків та 64 500 доларів для жінок. За межею бідності перебувало 3,2 % осіб, у тому числі 4,3 % дітей у віці до 18 років та 4,6 % осіб у віці 65 років та старших.
Цивільне працевлаштоване населення становило 777 осіб. Основні галузі зайнятості: освіта, охорона здоров'я та соціальна допомога — 28,3 %, науковці, спеціалісти, менеджери — 14,7 %, мистецтво, розваги та відпочинок — 14,5 %.